# General Mariano Alvarez
General Mariano Alvarez (offiziell: Municipality of General Mariano Alvarez; Filipino: Bayan ng Heneral Mariano Alvarez) ist eine philippinische Stadtgemeinde in der Provinz Cavite. 
Die Stadtgemeinde ist nach General Mariano Alvarez, einem berühmten Sohn der Stadtgemeinde Noveleta benannt.

## Geschichte
Die Stadtgemeinde General Mariano Alvarez wurde am 14. Mai 1981 gegründet und ist somit die jüngste Stadtgemeinde der Provinz Cavite. General Mariano Alvarez gehörte zuvor zur Stadtgemeinde Carmona.
Der Ort war zuvor Carmona Resettlement Project (Siedlungsprojekt Carmona) bekannt. Dieses Siedlungsprojekt diente der Umsiedlung von Siedlern, die in einigen Gebieten in Quezon City, Manila und Makati wild gesiedelt hatten.
Erster Bürgermeister von General Mariano Alvarez war Leoniso G. Virata, der am Gründungstag der Stadtgemeinde ebenso wie die anderen Mitglieder der Stadtregierung und der Präsident der Association of Barangay Councils (ABC) den Amtseid ablegte.
2006 beging die Stadtgemeinde die Feierlichkeiten zum 25-jährigen Bestehen.

## Bürgermeister
- Leoniso G. Virata (1981–1986; 1988–1998)
- Severino P. Tamala (1986–1988)
- Antonio G. Virata (1998–2001)
- Walter D. Echevarria, Jr. (2001-heute)

## Baranggays
General Mariano Alvarez war ursprünglich in zehn Baranggays unterteilt.
Am 25. März 1985 wurden die ursprünglich zehn Baranggays neu strukturiert und die heutigen 27 Baranggays gebildet. Diese wurden teilweise nach bekannten Söhnen der Provinz Cavite sowie den zehn ehemaligen Baranggay Captains benannt, die vor der Umstrukturierung im Amt waren.
General Mariano Alvarez ist politisch in folgende 27 Baranggays unterteilt:
| Barangay               | Einwohnerzahl (Zensus 1995) |
| ---------------------- | --------------------------- |
| Barangay 1 Poblacion   | 2958                        |
| Barangay 2 Poblacion   | 3035                        |
| Barangay 3 Poblacion   | 1493                        |
| Barangay 4 Poblacion   | 3107                        |
| Barangay 5 Poblacion   | 5190                        |
| Feorillo Calimag       | 1840                        |
| Francisco de Castro    | 5935                        |
| Ramon Cruz, Sr.        | 3844                        |
| Macario Dacon          | 2644                        |
| Severino delas Alas    | 3324                        |
| Gregoria de Jesus      | 5722                        |
| Colonel Jose P. Elises | 2622                        |
| Pantaleon Granados     | 2888                        |
| Kapitan Kua            | 1766                        |
| Jacinto Lumbreras      | 3135                        |
| Gavino Maderan         | 4356                        |
| Epifanio Malia         | 2352                        |
| Marcelino Memije       | 3507                        |
| Aldiano Olaes          | 1860                        |
| Bernardo Pulido        | 3590                        |
| Francisco Reyes        | 3144                        |
| Inocencio Salud        | 1610                        |
| San Gabriel            | 4540                        |
| San Jose               | 3086                        |
| Teniente Tiago         | 2733                        |
| Benjamin Tirona        | 2107                        |
| Nicolasa Virata        | 4446                        |

## Colleges und Universitäten
- University of Perpetual Help System - GMA Branch
- Eulogio Amang Rodriguez Institute of Science & Technology (Earist)
- Imus Computer College GMA Branch